# Der Zauberflöte zweyter Theil
Der Zauberflöte zweyter Theil ist ein Fragment eines Librettos von Johann Wolfgang von Goethe, das von Mozarts Zauberflöte inspiriert ist.
Gedruckt wurde es erstmals 1802. 1807 folgte eine geänderte Fassung im Druck. Von Carl Friedrich Zelter ist die Komposition zumindest einer Ouvertüre zu diesem Text bezeugt.

## Entstehung
1795 begann Goethe die Arbeit an einer Fortsetzung von Mozarts Zauberflöte – eine Arbeit, die allerdings in den folgenden Jahren immer wieder unterbrochen wurde. So blieb Goethes Fortsetzung ein Fragment, was immer wieder damit in Zusammenhang gebracht wurde, dass Goethe für sein Werk keinen Komponisten fand, selbst wenn Kontakte zu Paul Wranitzky bestanden. Wahrscheinlich war der Grund aber die Tatsache, dass Emanuel Schikaneder, der Librettist der Zauberflöte, inzwischen selbst eine Fortsetzung geschrieben und einen Komponisten dafür gefunden hatte.
In Vossens Musenalmanach auf das Jahr 1796 erschien aus Goethes Fortsetzung das Lied: „Von allen schönen Waren“ und später in Friedrich Wilmans Taschenbuch auf das Jahr 1802 ein größerer Teil seines Fragments.

## Handlung
Goethes Fortsetzung beginnt als eine Rachehandlung: Die Königin der Nacht will durch Monostatos den inzwischen geborenen Sohn von Pamina und Tamino entführen lassen. Zwar kann Sarastros Zaubermacht dies verhindern, jedoch gelingt es Monostatos, das Kind in einen Sarg einzuschließen. Dieser Sarg lässt sich nicht öffnen, muss aber immerzu in Bewegung gehalten werden, damit das Kind nicht stirbt. Eine Reihe von Parallelhandlungen führt dieses Motiv fort: So muss unter anderem Sarastro als Pilger auf eine einjährige Wanderschaft gehen, wodurch seine schützende Fürsorge für die Gemeinschaft ausfällt. Unterwegs trifft er auf Papageno und Papagena, die ihre Kinderlosigkeit beklagen. Sarastro zaubert ihnen drei Vogelkinder aus goldenen Eiern herbei. Durch die Macht der Mutterliebe kann schließlich das eingeschlossene Kind von Pamina und Tamino befreit werden: als ein „Genius“ entsteigt es dem Sarg und entschwebt. Damit endet der ausgearbeitete Teil des Fragmentes. Überliefert sind außerdem noch ein weiterführendes Szenar und Paralipomena.

### Das Szenar der Fortsetzung, Paralipomena
Kurze Landschaft
Sarastro und Kinder
Tiefe Landschaft
Genius(,) Pamina(,) Tamino
Papagena(,) Monostatos
Papagena(,) Papageno(,) Kinder
Genius wird gefangen
Pamina(,) Tamino die Vorigen
Monostatos(,) die Vorigen
Nachtszene mit Meteoren
Königin (,) Sarastro
Königin (,) Monostatos
Schlacht
Tamino siegt
Papageno gerüstet
Palast aufgeputzt
Weiber und Kinderspiel
Monostatos unterirdisch
Brand
Zeughaus
Die Überwundenen(,) Priester
Die überlieferten Paralipomena umfassen inhaltlich jeweils soviel, dass sie sich einzelnen Abschnitten des Szenars mit einiger Sicherheit zuordnen lassen.

## Besondere Bedeutung als Vorarbeit für Goethes „Faust“-Dichtung und andere Werke
Besondere Bedeutung erhält Der Zauberflöte zweyter Theil hinsichtlich der motivischen Verwandtschaft zu anderen Werken Goethes, wie insbesondere seiner Faust-Dichtung. Zahlreiche Untersuchungen legen überzeugend motivische Entsprechungen zu anderen Werken dar und zeigen wie die Zauberflöten-Fortsetzung „Goethes allertiefsten Symbolen Pate gestanden“ hat. Das weitaus populärste Beispiel ist die Geniusfigur als Vorbild für den Euphorion in Faust II. Thomas Mann beschrieb Goethes Zauberflöte sogar als einen kleinen Faust: 

„Das ist der kleine Faust, – die Zauberflöte, wo Homunculus und der Sohn noch Eines sind im leuchtenden Kästchen …“

### Symbolik der Mysterien
Hinter der Handlung des Knaben im Kasten bzw. der Geniusfigur (der sogenannten „Zentralerfindung“ von Goethes Zauberflöten-Fortsetzung) verbirgt sich eine symbolische Bildersprache der Isis-Mysterien. Der Knabe durchläuft symbolisch die Reise des Sonnengottes Horus, die der einfachen Vorstellung des Sonnenlaufs nachempfunden war, und wonach die Sonne am Abend im Erdreich versinkt und am Morgen aus der Erde wieder hervorkommt. Der Knabe ist mit solaren Symbolen wie bspw. dem Gold und Leuchten des Kastens ausgestattet. Besonders hervorstechend zeigt sich die Sonnengottsymbolik im Schlussbild: Von zwei Löwen gesäumt, die der Erdgottheit Aker entsprechen, fliegt er hell leuchtend empor.
In Faust II finden sich der Vergleich zum Sonnengott („wie ein kleiner Phöbus“) sowie eine symbolische Reise in die Unterwelt und ein anschließendes erleuchtetes Emporkommen ebenso für den Euphorion:
Doch auf einmal in der Spalte rauher Schlucht ist er verschwunden,

Und nun scheint er uns verloren. Mutter jammert, Vater tröstet,

Achselzuckend steh’ ich ängstlich. Doch nun wieder welch Erscheinen!

Liegen Schätze dort verborgen? Blumenstreifige Gewande

Hat er würdig angethan.

Quasten schwanken von den Armen, Binden flattern um den Busen,

In der Hand die goldne Leyer, völlig wie ein kleiner Phöbus,

Tritt er wohlgemuth zur Kante, zu dem Ueberhang; wir staunen.

Und die Eltern vor Entzücken werfen wechselnd sich an’s Herz.

Denn wie leuchtet’s ihm zu Haupten? Was erglänzt ist schwer zu sagen,

Ist es Goldschmuck, ist es Flamme übermächtiger Geisteskraft. (9614–9624)

## Verwendung als Oper

### Ergänzung Libretto und Komposition der Oper
Zum 100. Todestag Mozarts führte der Liszt-Schüler Karl Eduard Goepfart die Oper mit Namen Sarastro auf, die das Goethe-Fragment integrierte und durch den Librettisten Gottfried Stommel zu einem ganzen Opernlibretto erweitert wurde. Das Manuskript wurde gerade für eine konzertante Uraufführung in Hengelo am 9. Dezember 1891 und die erste Szene zum 80. Geburtstag des Komponisten aufgeführt und schlummerte im Thüringischen Landesmusikarchiv. Dort wurde es vom Ellenberger.institute entdeckt und am 3. Oktober 2024 neu veröffentlicht als Aufführungsmaterial.

### Abwandlung Text und zeitgenössische Komposition
2020 veröffentlichten der Komponist Franck Adrian Holzkamp und der Librettist Gerd Scherm mit abgewandeltem Text, der viele Elemente des Goetheschen Fragments enthält, ihre Oper "Das Labyrinth".